# Buccina

Buccina (latin bucina) är ett antikt blåsinstrument av metall, snäckformigt vridet liknande dagens valthorn.
Buccinan användes av romarna som krigs- och signalinstrument.